# Volles Programm
Volles Programm ist das fünfte Livealbum der Kölner Rockband BAP. Es erschien 2011 bei EMI als DVD/2 CD-Box. Der Titel der Box spielt darauf an, dass mit dem 60. Geburtstags des Bandgründers Wolfgang Niedecken, der Veröffentlichung seiner Autobiographie „Für ´ne Moment“ (mit anschließender Lesereise) und des 17. Studioalbums Halv su wild von BAP, dem fünfunddreißigsten Bestehen der Band und der Sommer-Open-Airs unter dem Titel „Die Klassiker“ im Jahr 2011 für die Band und Wolfgang Niedecken ein volles Programm zu absolvieren war.

## Inhalt
Die DVD enthält zwei Filme. Der Erste ist ein Mitschnitt des „Stapellaufes“ der neuen CD „Halv su wild“ am 30. März 2011 auf dem MS Rheinenergie, der gleichzeitig als Geburtstagskonzert für Wolfgang Niedecken gefeiert wird. Als Geburtstagsüberraschung für Wolfgang Niedecken spielt u. a. die Band zu Beginn des Konzertes das Lied Birthday von den Beatles.
Der zweite Film ist eine Dokumentation über das von Wolfgang Niedecken mitgegründete Projekt Rebound. Aufgenommen wurde der Film in Beni in der Demokratischen Republik Kongo von Wolfgang Niedeckens Sohn Robin Humboldt.
Die CD 1 enthält Aufnahmen vom BAPFEST, mit dem das 35-jährige Bandjubiläum begangen wurde. Das BAPFEST wurde am 27. und 28. Mai 2011 in Köln auf dem Roncalliplatz gefeiert. Am 27. Mai trat die Band gemeinsam mit der WDR Big Band Köln auf, am 28.05. gab es ein reines BAP-Konzert. Auf der CD findet sich im Wesentlichen die Liedauswahl, die sich aus der Zusammenarbeit von Wolfgang Niedecken mit der WDR Big Band unter den Mottos „KOELN“ und „Deutschlandlieder“ entwickelt hat. Ergänzt wird die CD mit zwei Bonustracks: Redemption Song von Bob Marley gemeinsam mit dem deutschen Reggae-Musiker Gentleman und einer Version des Springsteen-Songs Hungry Heart.
Die Lieder auf der CD 2 wurden am 25. August 2011 während des Konzerts auf Schloss Merode in Langerwehe im Rahmen der „Die Klassiker“-Sommer-Open-Airs aufgenommen.

## Mitwirkende
Beim „Stapellauf“ traten mehrere Spezialgäste auf. So sang Gentleman im Duett mit Wolfgang Niedecken Redemption Song und Julian Dawson brachte als Geburtstagsständchen Sunny Afternoon von The Kinks. Kai und Thorsten Wingenfelder und Christoph Stein-Schneider von Fury in the Slaughterhouse spielten zusammen mit BAP für Wolfgang Niedecken All the young Dudes und Won´t forget these Days. Zum Abschluss des Konzertes traten zudem Tommy Engel, Bömmel Lückerath und Erry Stoklosa, die bis 1994 gemeinsam bei der Kölner Band Bläck Fööss gespielt haben, auf und spielten zusammen mit der Band den BAP-Song Für `ne Moment und En unserem Veedel von Bläck Fööss. Während des Abspanns singt Wolfgang Niedecken zusammen mit Hans Süper das Lied Heimweh nach Köln.
Beim BAPFEST spielten bei der WDR Big Band Köln Johan Hörlén, Karolina Strassmayer, Olivier Peters, Paul Heller, Jens Neufang, Wim Both, Rob Bruynen, Christoph Moschberger, Klaus Osterloh, Andy Haderer, John Marshall, Ludwig Nuss, Bernt Laukamp, Marshall Gilkes, Nils Marquardt, Mattis Cederberg, Frank Chastenier, Paul Shigihara, John Goldsby und Hans Dekker. Mike Herting hatte die musikalische Leitung und war auch für die Arrangements verantwortlich. Nick Nikitakis spielte das Bouzouki-Intro zu Arsch huh, Zäng ussenander.

## Titelliste
DVD
1. Birthday – (J. Lennon, P. McCartney)
2. Halv su wild – (H. Krumminga, W. Niedecken)
3. Et Levve ess en Autobahn – (W. Niedecken)
4. Un donoh ess dä Karneval vorbei – (H. Krumminga, W. Niedecken)
5. Rita, mir zwei – (W. Niedecken)
6. Novembermorje – (K. Heuser, W. Niedecken)
7. Morje fröh doheim – (M. Nass, W. Niedecken)
8. Noh all dänne Johre – (W. Niedecken)
9. Chlodwigplatz – (M. Nass, W. Niedecken)
10. Redemption Song – (B. Marley)
11. Wat für e´ Booch – (H. Krumminga, W. Niedecken)
12. Enn Dreidüüvelsname – (H. Krumminga, W. Niedecken)
13. Diego Paz wohr nüngzehn – (H. Krumminga, W. Niedecken)
14. Woröm dunn ich mir dat eijentlich ahn? – (W. Niedecken)
15. Verdamp lang her – (K. Heuser, W. Niedecken)
16. Sunny Afternoon – (R. D. Davies)
17. All the young Dudes – (D. Bowie)
18. Won`t forget these days – (T. Wingenfelder, K.U. Wingenfelder)
19. Für `ne Moment – (A. Büchel, W. Kopal, J. Streifling, W. Niedecken)
20. En unserem Veedel – (T.R. Engel, D. Jaenisch, G. Lückerath, H. Prieß, P. Schütten, E. Stoklosa)
21. Heimweh nach Köln – (W. Ostermann)

CD 1
1. Denn mer sind widder wer – (K. Heuser, W. Niedecken) – 7:09
2. Ahl Männer, aalglatt – (A. Büchel, K. Heuser, W. Niedecken) – 4:26
3. Sibbzehn Froore – (A. Büchel, W. Niedecken) – 5:28
4. Deshalv spill mer he – (M. Boecker, A. Büchel, J. Dix, S. Kriegeskorte, H. Wollrath, W. Niedecken) – 6:56
5. Unger Linde enn Berlin – (M. Nass, W. Niedecken) – 4:53
6. Kristallnaach – (BAP, W. Niedecken) – 7:14
7. Nie met Aljebra – (M. Boecker, C. Keul, J. Dix, M. Keul, A. Risch, D. v. Senger, W. Niedecken) – 10:18
8. FC jeff Jas – (A. Büchel, W. Kopal, J. Streifling, W. Niedecken) – 5:50
9. Zehnter Juni – (BAP, W. Niedecken) – 6:16
10. Arsch huh, Zäng usseinander – (N. Nikitakis, W. Niedecken) – 10:13
11. Redemption Song – (B. Marley) – 3:42
12. Hungry Heart – (B. Springsteen) – 3:07

CD 2
1. Nemm mich mit – (BAP, W. Niedecken) – 6:00
2. Et Levve ess en Autobahn – (W. Niedecken) – 5:00
3. Verjess Babylon – (W. Niedecken) – 8:29
4. Leopardenfellhoot – (B. Dylan, W. Niedecken) – 5:39
5. Noh Gulu – (H. Krumminga, W. Niedecken) – 7:21
6. Jupp – (K. Heuser, W. Niedecken) – 4:43
7. Keine Droppe mieh – (H. Krumminga, W. Niedecken) – 5:52
8. Ansage: Deutscharbeit – 1:14
9. Enn Dreidüüvelsname – (H. Krumminga, W. Niedecken) – 6:10
10. Karl-Heinz – (H. Krumminga, M. Nass, W. Niedecken) – 2:19
11. Waschsalon – (K. Heuser, W. Niedecken) – 3:25
12. Stell dir vüür – (W. Niedecken) – 5:39
13. Drei Wünsch frei – (BAP, W. Niedecken) – 6:08
14. Noh all dänne Johre – (W. Niedecken) – 6:56
15. Helfe kann dir keiner – (K. Heuser, W. Niedecken) – 5:26